# 스태튼아일랜드 동물원

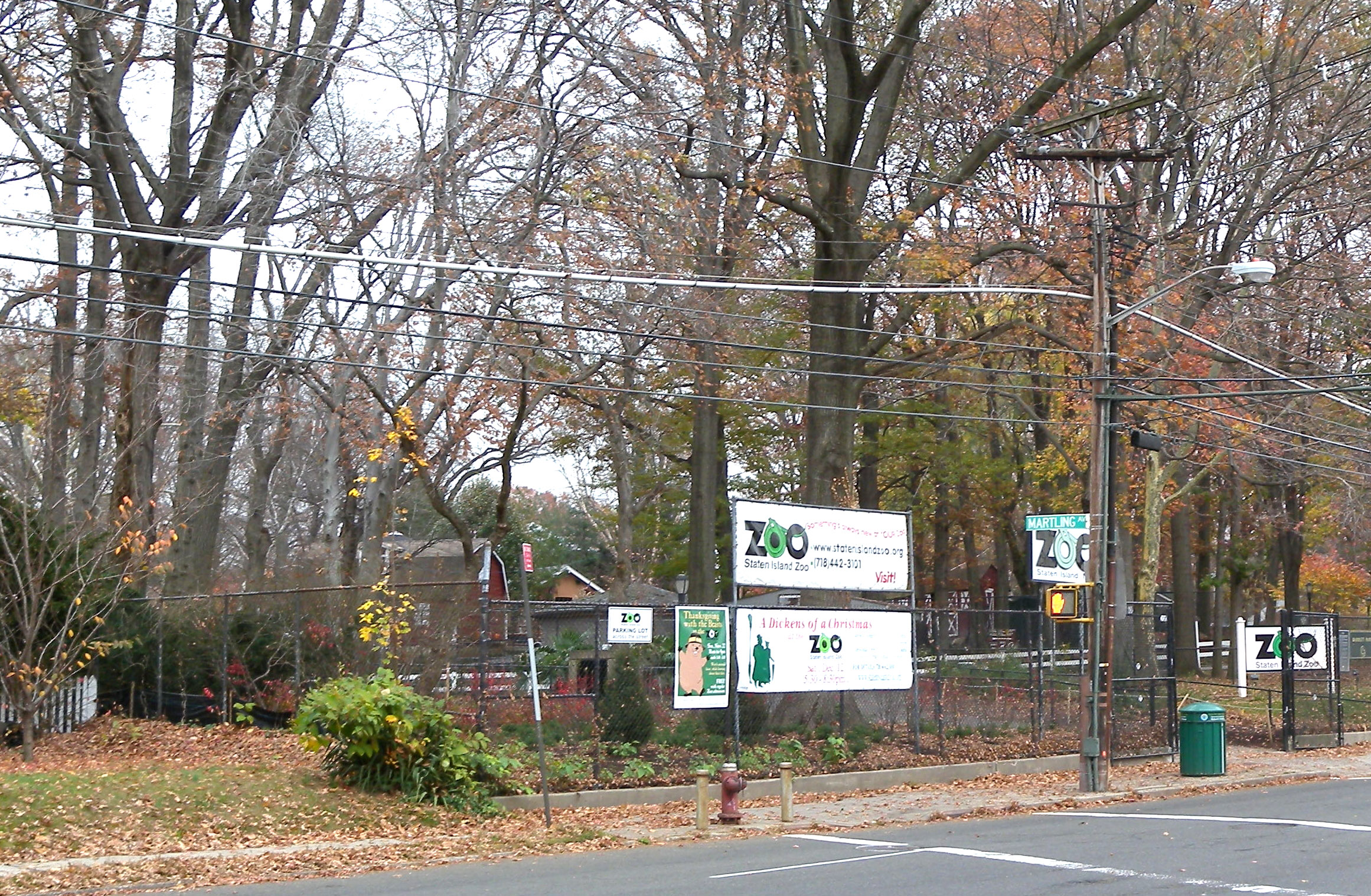
스태튼아일랜드 동물원

스태튼아일랜드 동물원(Staten Island Zoo)은 미국의 뉴욕 스태튼아일랜드에 위치한 동물원이다.